# Apterodromia bickeli
Apterodromia bickeli är en tvåvingeart som beskrevs av Sinclair och Meg S. Cumming 2000. Apterodromia bickeli ingår i släktet Apterodromia och familjen puckeldansflugor. Inga underarter finns listade i Catalogue of Life.